# Anna Karénine (film, 1914)
Pour les articles homonymes, voir Anna Karénine (homonymie).
Pour plus de détails, voir Fiche technique et Distribution.
Anna Karénine est un film muet russe en noir et blanc réalisé par Vladimir Gardine, sorti en 1914. 
Le film est une adaptation de l'œuvre de Tolstoï. Le personnage principal est joué par Maria Germanova, actrice du Théâtre d'art de Moscou.

## Synopsis
L'histoire est adaptée du roman Anna Karénine de Léon Tolstoï.

## Analyse
La performance de Maria Germanova dans le rôle d'Anna Karénine suscite la désapprobation des membres du Théâtre d'art de Moscou, qui considère l'adaptation comme un sacrilège. Les éléments modernes sont vus comme des anachronismes.
La scène du suicide a probablement été inspirée à Gardine par L'Arrivée d'un train en gare de La Ciotat des frères Lumière.
Seule la première bobine du film a survécu jusqu'à nos jours.

## Fiche technique
- Titre original : Anna Karenina
- Titre français : Anna Karénine
- Réalisation : Vladimir Gardine
- Scénario : Vladimir Gardine
- Décor : Tcheslav Sabinsky
- Photographie : Alexandre Levitsky
- Production : Paul Timan
- Pays d’origine : Empire russe
- Format : noir et blanc, 2700 mètres
- Date de sortie : 1914

## Distribution
- Maria Germanova : Anna Karénine
- Vladimir Chaternikov
- M. Tamarov
- Toïa Barantsevitch
- Vera Kholodnaïa